# Prix Umoja pour l'artiste tanzanien contemporain
Pour les articles homonymes, voir Umoja (homonymie).
Le prix Umoja est un prix tanzanien en arts visuels offert pour la première fois en 2007 par la Fondation Umoja pour les arts. Il récompense les artistes tanzaniens de moins de 40 ans en art contemporain,,.

## Liste des lauréats
- 2007 : Musa Owiyo (Arusha)
- 2008 : Anna Maliki (Dodoma)
- 2009 : Mwahangila Baraka (Mbeya)
- 2010 : Issack Shayo (Moshi)
- 2011 : Ally Salum (Zanzibar)
- 2012 : Yohanna Mwenda (Dar es Salaam)
- 2013 : Zainab Said (Zanzibar)
- 2014 : Adam Aloyce (Mtwara)
- 2015 : Sam Ntiro (Moshi)
- 2016 : Thobias Minzi (Mwanza)
- 2017 : Mwandale Mwanyekwa (Dar es Salaam)
- 2018 : Hamza Khalfani (Zanzibar)
- 2019 : Adamson John (Arusha)
- 2020 : Simon Rieber (Dar es Salaam)[4]
- 2021 : Mary Chrisopher (Moshi)